# Nephrotoma relicta
Nephrotoma relicta är en tvåvingeart som först beskrevs av Evgenyi Nikolayevich Savchenko 1973.  Nephrotoma relicta ingår i släktet Nephrotoma och familjen storharkrankar. Arten är reproducerande i Sverige. Inga underarter finns listade i Catalogue of Life.